# Undun
Undun è il decimo album discografico in studio del gruppo musicale hip hop statunitense The Roots, pubblicato nel dicembre 2011.

## Tracce
1. Dun – 1:16
2. Sleep – 2:15
3. Make My (feat. Big K.R.I.T. & Dice Raw) – 4:27
4. One Time (feat. Phonte & Dice Raw) – 3:55
5. Kool On (feat. Greg Porn & Truck North) – 3:48
6. The OtherSide (feat. Bilal & Greg Porn) – 4:03
7. Stomp (feat. Greg Porn & Just Blaze) – 2:23
8. Lighthouse (feat. Dice Raw) – 3:43
9. I Remember – 3:15
10. Tip the Scale (feat. Dice Raw) – 4:17
11. Redford (For Yia-Yia & Pappou) – 1:52
12. Possibility (2nd Movement) – 0:55
13. Will to Power – 1:03 – Questlove, D.D. Jackson
14. Finality (4th Movement) – 1:31

## Classifiche
- Billboard 200 - #17